# Amalija Maček
Amalija Maček, slovenska germanistka in hispanistka, prevajalka, tolmačka, * november 1971, Ljubljana.
Na Filozofski fakulteti ljubljanske univerze je študirala germanistiko in hispanistiko, magistrirala in doktorirala je iz sodobne nemške književnosti (orientalizem). Študijsko se je izpopolnjevala v Tübingenu, Berlinu, Leipzigu in Granadi. Sodelovala je v evropskih projektih EULITA, TRAFUT, TransStar Europa in TraiLLD. Od leta 2008 je akreditirana tolmačka za institucije EU ter koordinira magistrski študij tolmačenja na Oddelku za prevajalstvo Filozofske fakultete Univerze v Ljubljani, kjer je zaposlena od leta 2001. Je avtorica več znanstvenih člankov in spremnih besed, s poudarkom na nemški književnosti, orientalizmu, medkulturnosti ter tolmačenju, predvsem tolmačenju v azilnih postopkih. Leta 2015 je v sodelovanju s Christiane Driesen zasnovala program strokovnega izpopolnjevanja tolmačev za sodišča in urade, ki se na Filozofski fakulteti izvaja od leta 2018. Je članica DSKP in ZKTS ter sodeluje v mednarodni komisiji JAK, ki skrbi za promocijo slovenske književnosti v tujini. Za svoje književne prevode je prejela premijo avstrijske vlade ter več štipendij za bivanje v Berlinu (LCB) in na Dunaju. 
Decembra 2021 je prejela nagrado Filozofske fakultete v Ljubljani za pedagoško delo na področju tolmačenja. Leta 2021 je za prevod romana Moje leto v Nikogaršnjem zalivu Petra Handkeja (Beletrina, 2021) prejela nagrado Fabjana Hafnerja.

## Prevodi
- Miguel de Unamuno: Niebla / Megla, Ljubljana: Mladinska knjiga 1998
- Peter Sloterdijk: Zur Welt kommen - zur Sprache kommen / Prihajati k svetu - prihajati k jeziku, Ljubljana: Apokalipsa 1999
- Max Weber, Jürgen Habermas et al.: Rechtssoziologie / Sociologija prava, Ljubljana: Cankarjeva založba 2000
- Gustav Radbruch: Rechtsphilosophie / Filozofija prava, Ljubljana: Cankarjeva založba 2001
- Fernando de Trazegnies Granda: Litigante por amor / Pravda iz ljubezni, Ljubljana: Cankarjeva založba 2002
- Ilse Aichinger: Die größere Hoffnung / Večje upanje, Celovec: Mohorjeva 2003
- Ludwig Wittgenstein: Über Gewissheit / O gotovosti, Ljubljana: Apokalipsa 2003
- Elfriede Jelinek: Die Wand / Stena, v: Lučka Jenčič (ur.): Der Tod und das Mädchen / Smrt in deklica, Celovec: Mohorjeva 2004
- Martin Pollack: Der Tote im Bunker / Smrt v bunkerju, Ljubljana: Slovenska Matica 2005
- Hans Kelsen: Reine Rechtslehre / Čista teorija prava, Ljubljana: Cankarjeva založba 2005
- Josef Winkler: Wenn es so weit ist / Ko bo nekoč tako daleč, Celovec: Mohorjeva 2006
- Eva Menasse: Vienna, Ljubljana: Mladinska knjiga 2007
- Ulrich Peltzer: Bryant Park, Ljubljana: Sanje 2007
- Daniel Kehlmann: Die Vermessung der Welt / Izmera sveta, Ljubljana: Modrijan 2007
- Terézia Mora: Alle Tage / Vsak dan, Maribor: Litera 2008
- Bertolt Brecht: Me-ti, Geschichten vom Herrn Keuner / Me-ti, Zgodbe gospoda Keunerja, Ljubljana: Studia Humanitatis 2009
- Walter Benjamin: Versuche über Brecht / Poskusi o Brechtu, Ljubljana: Studia Humanitatis 2009
- Franz Kafka: Briefe an Milena / Pisma Mileni, Ljubljana: Študentska založba Beltrina 2009
- Jens Petersen: Die Haushälterin / Gospodinjska pomočnica, Maribor: Litera 2010
- Ilma Rakusa: Mehr Meer / Morje modro moje, Ljubljana: Študentska založba Beletrina 2011 (mit Breda Rajar)
- Alfred Sohn-Rethel: Die Klassenstruktur des deutschen Faschismus / Ekonomija in razredna struktura fašizma, Ljubljana: Sophia 2012
- Josef Winkler: Ich reiß mir eine Wimper aus - und stech dich damit tot / Trepalnico si izpulim in z njo do smrti te zabodem, Ljubljana: Literatura 2013
- Marlen Haushofer: Die Wand / Stena, Maribor: Litera 2013
- Peter Handke: Versuch über den Pilznarren / Poskus o norem gobarju, Celovec: Mohorjeva 2014
- Petra Hardt: Buying, Protecting and Selling Rights / Nakup, prodaja in varstvo avtorskih pravic, Ljubljana: Javna agencija za knjigo 2017
- Mariana Leky: Was man von hier aus sehen kann / Selma je sanjala o okapiju, Ljubljana: Založba Vida 2020
- Aby Warburg: Ausgewählte Schriften / Izbrani spisi, Ljubljana: Studia Humanitatis 2020
- Peter Handke: Wunschloses Unglück / Žalost onkraj sanj, Ljubljana: Beletrina 2020
- Peter Handke: Mein Jahr in der Niemandsbucht / Moje leto v Nikogaršnjem zalivu, Ljubljana: Beletrina 2021
- Arthur Schnitzler: Der einsame Weg / Samotna pot, Ljubljana: MGL 2022
- Ana Marwan: Die Wechselkröte / Krota, Ljubljana/Salzburg: Beletrina/ Otto Müller Verlag 2022
- Ilma Rakusa: Impressum, Ljubljana: Beletrina 2023
- Peter Handke: Mein Tag im anderen Land / Moje leto v drugi deželi, Ljubljana: Beletrina 2024

1. ↑  data.bnf.fr: platforma za odprte podatke — 2011.
2. ↑  »Nagrada Fabjana Hafnerja - Nagrada za najboljši prevod - Goethe-Institut Slowenien«. www.goethe.de. Pridobljeno 24. junija 2022.